# 费里县 (华盛顿州)
費里縣（英語：Ferry County）是位於美國華盛頓州東北部的一個縣，北鄰加拿大卑詩省。根據美國2010年人口普查，共有人口7,551人。縣治雷帕布利克，也是該郡的最大城市。
於1889年2月21日從史蒂文斯縣分出。縣名紀念首任州長以利沙·P·費里（Elisha P. Ferry）。

## 地理
根據美国人口调查局，本郡的總面積為5,850平方（2,257平方英里），其中陸地面積占5,710平方（2,204平方英里）、水域面積占140平方（53平方英里） （2.37%）。該郡大部分為山地，人口稀少。

### 地理特色
- 鍋穴河山脈（英语：Kettle River Range）
- 奧卡諾根高地（英语：Okanogan Highland）
- 哥倫比亞河
- 鍋穴河（英语：Kettle River (Columbia River)）
- 桑波伊爾河（英语：Sanpoil River）
- 富蘭克林·D·羅斯福湖（英语：Franklin D. Roosevelt Lake），也叫羅斯福湖
- 杓鷸湖（英语：Curlew Lake (Washington)）

### 毗鄰郡
- 東－奧卡諾根縣
- 北－庫特奈邊界區域局 (不列顛哥倫比亞省)
- 西－史蒂文斯縣
- 南－林肯縣

### 國家保護區
- 太平洋西北國家風景步道（英语：Pacific Northwest National Scenic Trail）（部分）
- 科爾維爾國家森林（部分）
- 羅斯福湖國家休閒區（英语：Lake Roosevelt National Recreation Area）（部分）

## 資料來源
1. ↑  United States Census Bureau. . United States Census Bureau.   [7 May 2012]. （原始内容存档于2011-03-24）.
2. ↑  . HistoryLink.org. 2003-03-06  [2013-07-09]. （原始内容存档于2008-01-19）.

## 延伸閱讀
- . Western Historical Pub. Co. 1904.Available online through the Washington State Library's Classics in Washington History collection

## 外部連結
- （英文） Ferry County, Washington在HistoryLink.org
- （英文） 費里縣官方網站 （页面存档备份，存于）
- （英文） SummitPost.org，鍋穴河山脈 (華盛頓州) （页面存档备份，存于）
- （英文） 中的“费里县 (华盛顿州)”